# Monte Gavia
Il monte Gavia (3 223 m s.l.m. o 3 220 m s.l.m.) è una montagna delle Alpi dell'Ortles nelle Alpi Retiche meridionali. Si trova in Lombardia (provincia di Sondrio) a nord del passo del Gavia e fa parte del Gruppo Sobretta-Gavia.

## Descrizione
L'ascesa, poco frequentata, si sviluppa a partire dal passo di Gavia. Dietro il Rifugio Bonetta si segue una mulattiera militare in ottimo stato, da cui ci si stacca verso destra. Senza particolari difficoltà si sale fino alla cresta, per sentiero leggermente franoso e placche poco inclinate. Si supera l'anticima e si attacca il tratto finale per l'ascesa alla cima seguendo i bolli rossi (non uniformemente distribuiti). Questo tratto presenta difficoltà di arrampicata valutabili fino a II, ma con grande esposizione e roccia non sempre ottima. Si giunge quindi sulla vetta, con notevole panorama sui monti circostanti.
Sotto il cumulo di sassi che regge la piccola croce c'è un contenitore con il libro di vetta.

## Galleria d'immagini

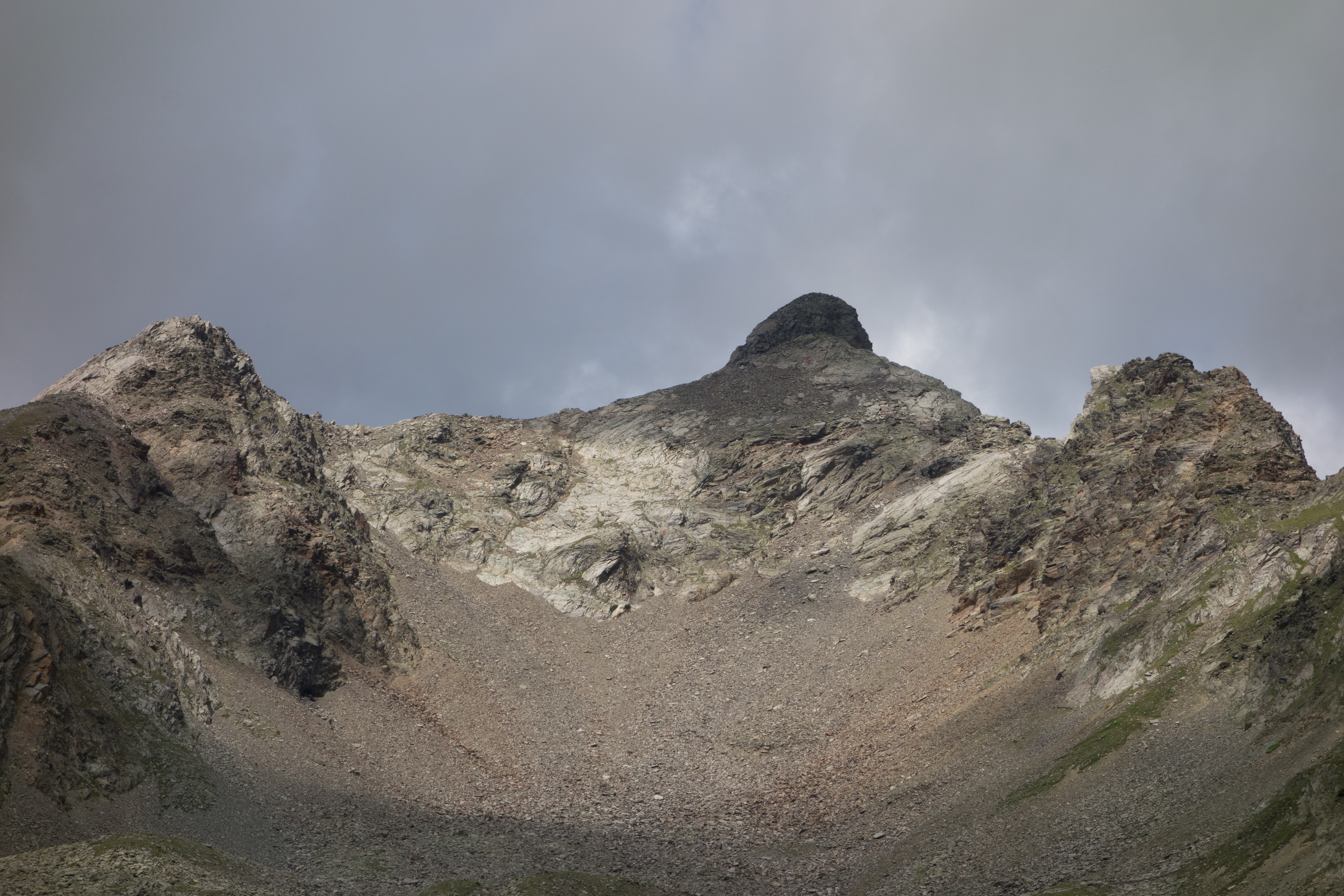
Monte Gavia, dall'omonimo passo
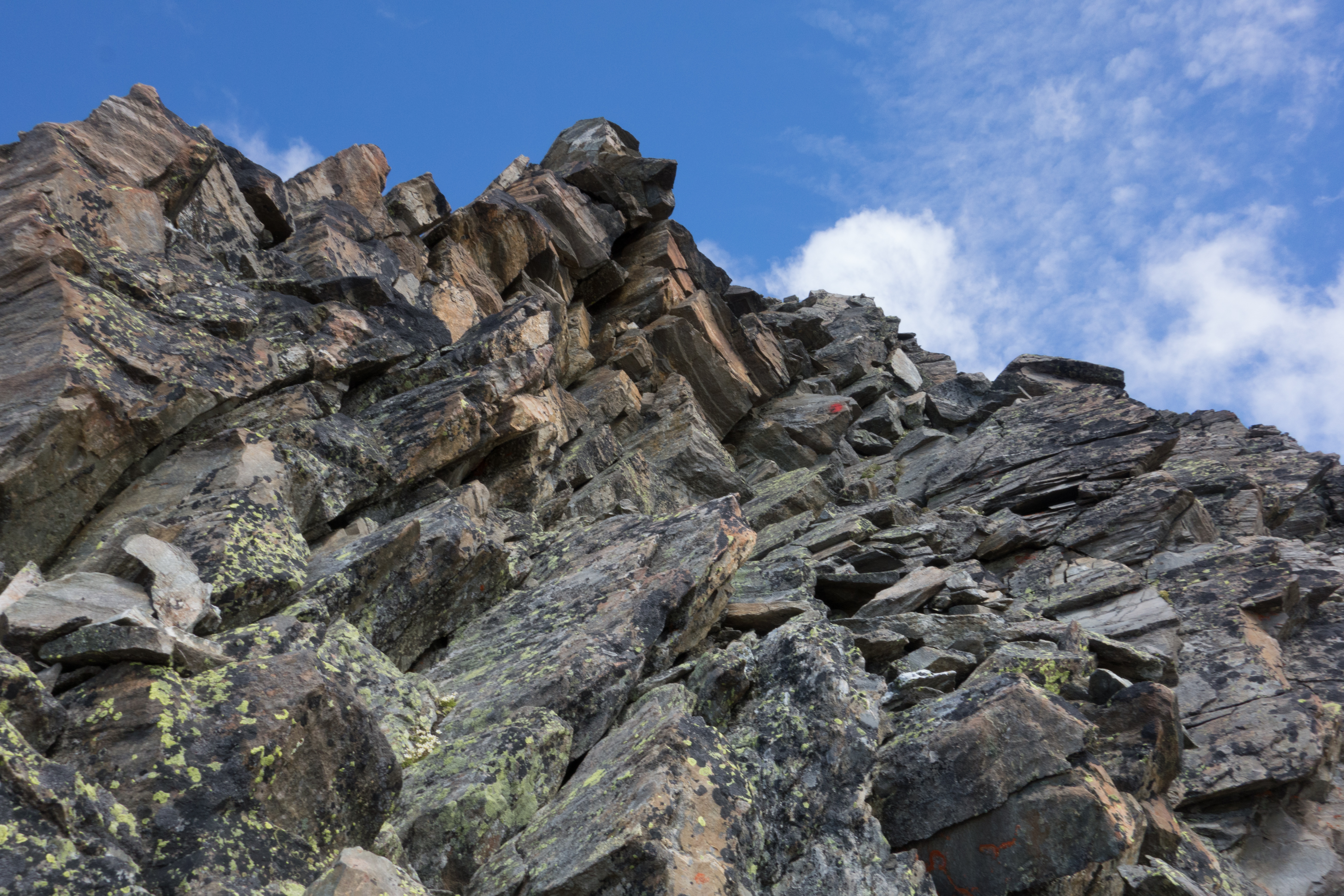
Tratto difficile della salita
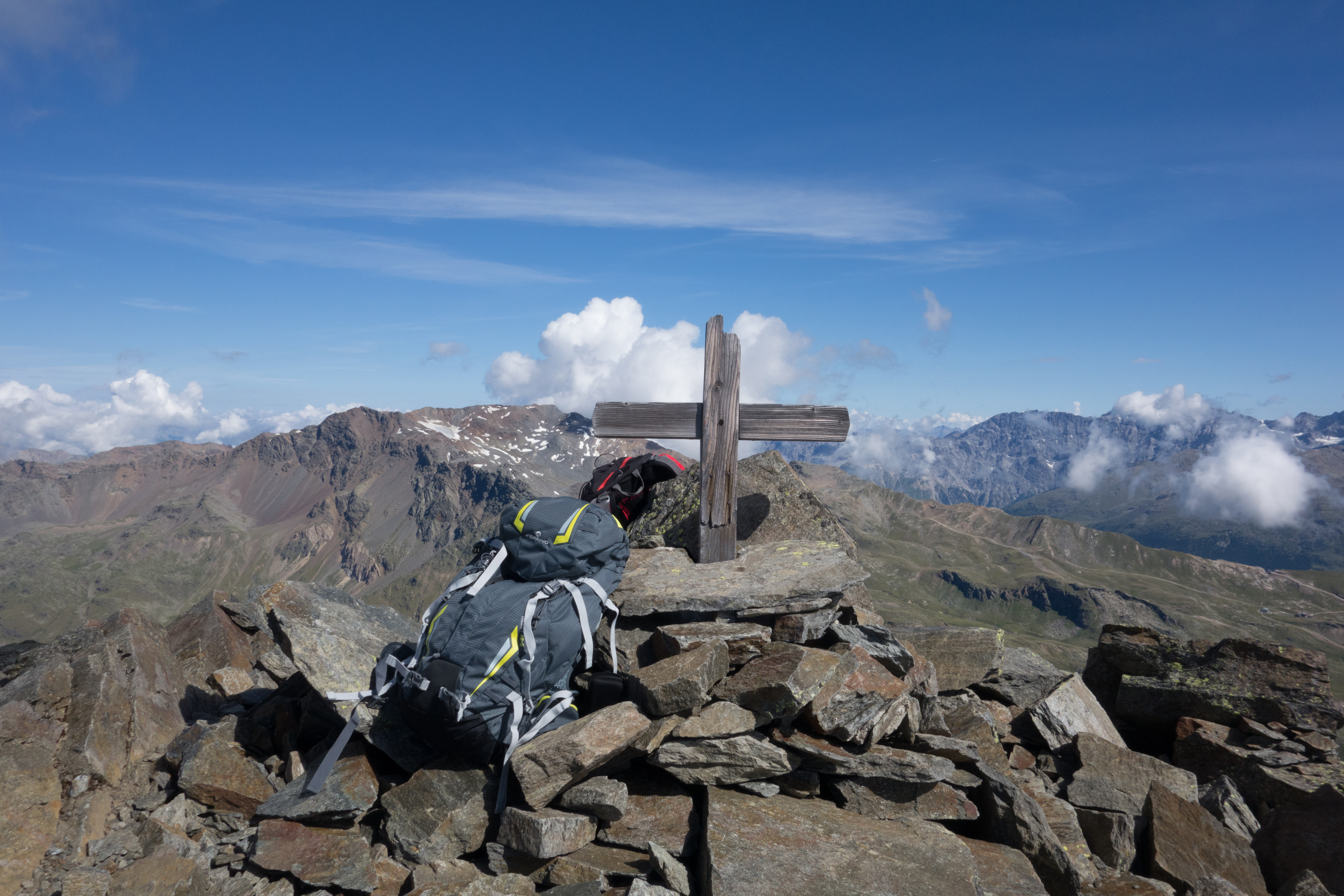
Piccola croce lignea sulla cima